# Fredo Viola
Fredo Viola est un auteur-compositeur-interprète et un artiste multimédia. Bien que né à Londres il a vécu la plus grande partie de sa vie aux États-Unis ; il réside actuellement à Woodstock. Diplômé de la Tisch School of the Arts de la New York University, il a toujours été passionné par la musique. Viola reconnait avoir pris son inspiration d’artistes tels que Shostakovich, Britten, Bartók, Stravinsky ou Belle and Sebastian.

## Carrière
Fredo Viola a connu un succès Internet sur YouTube avec « The Sad Song » en 2004. En 2007, il a signé avec le label français Because Music et a sorti son premier album en décembre 2008.
A la fin de 2007 il s’est consacré à une série de vidéos diffusées une fois par mois sur son site. Ces vidéos, qu'il a nommées « cluster videos », vont de sujets pris sur le vif à des créations entièrement numériques.
En 2008 il a publié un site Web interactif intitulé « The Turn » en collaboration avec l'agence espagnole Aer studio. Ce site Web sert également à publier ses nouvelles vidéos interactives. Les vidéos présentent des formes inhabituelles (circulaires, hexagonales) ainsi que des rectangles panoramiques et peuvent être retournées pendant la lecture.
Son deuxième album studio intitulé « Revolutionary Son » a été publié en avril 2014 sous la direction de Revolutionary Son Productions, LCC . La critique a dit de cette production que c’était « Un album audacieux pulsant et rythmé aux couleurs et aux mélodies somptueuses » . Il a été classé 52e sur la liste des 100 meilleurs albums des Inrockuptibles en 2014.
En 2015, il a sorti une première série de courtes pièces improvisées a cappella intitulées « The Elementals: It Began To Rain » ,. La même année, il a entamé une collaboration musicale avec la violoncelliste Melora Creager du groupe de rock Rasputina, le pianiste Luis Mojica et l'artiste de performance Ryder Cooley dans ce qui est connu sous le nom de « The Platte Clove Nature Theatre »,.
En 2019, Pour les besoins du film "L'adieu - The Farewell" il est chargé de reprendre la chanson « Without You », chanson composée en anglais par Tom Evans & Peter Ham et popularisée par Nilsson (et plus tard Mariah Carey) dont il signe l'adaptation en italien sous le nom "Senza di te". Il existait bien une adaptation en italien écrite par Daniele Pace sous le nom "Per chi" mais dont les paroles ne correspondaient globalement pas dans leur sens ni dans leur émotion avec la version originale ; voilà pourquoi Fredo Viola a réécrit une nouvelle adaptation plus conforme. 

## Discographie

### Albums
- The Turn (Decembre 2008)
- Revolutionary Son (Avril 2014)
- The Elementals: It Began To Rain (Mai 2015)
- BO du Film : L'adieu - The Farewell (sortie en Février 2024)[9]

### Singles et EPs
- The Sad Song (Février 2008)
- Red States (Decembre 2008)

## Vidéographie
- "The Sad Song" (2004)
- "The Turn"
- "Silent Night"

## Sources
- (en) Cet article est partiellement ou en totalité issu de l’article de Wikipédia en anglais intitulé « Fredo Viola » (voir la liste des auteurs).

- "The Sad Song" - Review DJ Magazine, 19 Decembre 2007.
- "The Sad Song" - Review The Guardian, 16 février 2008
- "The Sad Song EP" - Review Clash (magazine)
- "The Sad Song EP" - Review The Milk Factory
- The Hottest Downloads The Times, 24 février 2008.
- Biography from his Music label